# Chevrolet Chevy C2
 (mars 2025).
Si vous disposez d'ouvrages ou d'articles de référence ou si vous connaissez des sites web de qualité traitant du thème abordé ici, merci de compléter l'article en donnant les références utiles à sa vérifiabilité et en les liant à la section « Notes et références ».
La Chevrolet Chevy C2 est une Opel Corsa de 1993 avec de grandes modifications de la calandre. Elle est actuellement[Quand ?] vendue dans la gamme mexicaine de Chevrolet. Elle existe en 3 portes ou 5 portes ainsi qu'en 3 volumes 4 portes.